# Торнтон, Билли Боб
Билли Боб Торнтон (англ. Billy Bob Thornton; род. 4 августа 1955, Хот-Спрингс, Арканзас) — американский актёр, сценарист, режиссёр и певец. Стал широко известен после выхода драмы «Отточенное лезвие» (1996), за написание сценария к которой Торнтон был удостоен премии «Оскар».

## Биография
Билли Боб Торнтон родился в городе Хот-Спрингс, штат Арканзас.
Его отец Уильям Рэймонд Торнтон преподавал историю в университете и работал по совместительству баскетбольным тренером. Мать Билли — Вирджиния Фолкнер — была ясновидящей. В семье кроме Билли Боба, было ещё трое сыновей — Джимми Дон, Джим Бин и Джон Дэвид. В детстве Билли Боб много времени проводил со своим дедушкой — Отисом Торнтоном, который работал смотрителем леса и жил в маленькой лачуге посреди леса.
В школе он хотел стать музыкантом и играл на барабанах в группе Stone Cold Fever. Потом начал карьеру певца в коллективе Tres Hombres.
Мировую славу Торнтону принесла драма «Отточенное лезвие» (1996). В ней он выступил режиссёром-постановщиком, исполнителем главной роли и автором сценария, принёсшего ему единственную в карьере премию «Оскар».
7 октября 2004 года он получил собственную звезду на голливудской «Аллее Славы» в Голливуде.

## Личная жизнь
Торнтон — большой поклонник европейского футбола. Болеет за британский клуб «Ливерпуль». Из всех городов мира больше всего любит Париж. У него есть собственный пентхаус во французской столице.
Полуголодная молодость подорвала его здоровье: пару раз приходилось лечить сердце. Из-за этого он стал ипохондриком и ныне страдает целым букетом фобий.
Наиболее известная фобия Торнтона — паническая боязнь полётов. Самая экзотическая — страх перед антикварной мебелью. У Торнтона на теле как минимум 6 татуировок, преимущественно на руках.
В жилах актёра течёт кровь ирландских предков отца, а также индейская и итальянская кровь, со стороны матери.
В 2000—2003 годах был женат на актрисе Анджелине Джоли, которая моложе Торнтона на 20 лет. Всего у Торнтона было пять жен. У актёра четверо родных детей.
Любимый модный аксессуар звезды — бейсболка Houston Colt 45’s. По возможности он старается надевать её в своих фильмах. Мэр родного городка актёра постановил увековечить имя их знаменитого соотечественника путём объявления одного из дней в году Днём Билли Боба Торнтона.
В 2001 году актёр поборол одну из вредных привычек — бросил курить (что не помешало курить его героям в фильмах «Плохой Санта», «Быстрее пули», «Фарго» и «Голиаф»).

## Фильмография

### Актёр

#### Кино
| Год  | Название на русском                               | Оригинальное название                                | Роль                    | Примечания                            |
| ---- | ------------------------------------------------- | ---------------------------------------------------- | ----------------------- | ------------------------------------- |
| 1986 | Кровь охотника                                    | Hunter’s Blood                                       | Билли Боб               |                                       |
| 1988 | К югу от Рино                                     | South of Reno                                        | продавец                |                                       |
| 1989 | Всех за борт                                      | Going Overboard                                      | Дейв                    |                                       |
| 1989 | Байкерши в городе зомби                           | Chopper Chicks in Zombietown                         | Донни                   |                                       |
| 1991 | Назад в темноту                                   | The Dark Backward                                    | главный в Слоппи        | не указан в титрах                    |
| 1991 | Для наших ребят                                   | For the Boys                                         | морской сержант         |                                       |
| 1992 | Один неверный ход                                 | One False Move                                       | Рэй Малкольм            |                                       |
| 1993 | Впереди одни неприятности                         | Trouble Bound                                        | Колдфейс                |                                       |
| 1993 | За кровь платят кровью                            | Blood In, Blood Out                                  | Лайтнинг                |                                       |
| 1993 | Ящик смерти                                       | The Killing Box                                      | Лэнгстон                |                                       |
| 1993 | Непристойное предложение                          | Indecent Proposal                                    | путешественник          |                                       |
| 1993 | Тумстоун: Легенда Дикого Запада                   | Tombstone                                            | Джонни Тайлер           |                                       |
| 1993 | Жизнь и работа в космосе: Обратный отсчёт начался | Living and Working in Space: The Countdown Has Begun | Рауди Удолл             | сразу на видео                        |
| 1994 | Некоторые люди называет это отточенным лезвием    | Some Folks Call It a Sling Blade                     | Карл Чайлдерс           | короткометражный фильм                |
| 1994 | Путаница                                          | Floundering                                          | продавец оружия         |                                       |
| 1994 | В смертельной зоне                                | On Deadly Ground                                     | Гомер Карлтон           |                                       |
| 1995 | Счастливые звёзды над Генриеттой                  | The Stars Fell on Henrietta                          | Рой                     |                                       |
| 1995 | Мертвец                                           | Dead Man                                             | Большой Джордж Дракулис |                                       |
| 1996 | Отточенное лезвие                                 | Sling Blade                                          | Карл Чайлдерс           |                                       |
| 1996 | Победитель                                        | The Winner                                           | Джек                    |                                       |
| 1997 | Пушка, тачка, блондинка                           | A Gun, a Car, a Blonde                               | Сид / Монк              |                                       |
| 1997 | Принцесса Мононоке                                | もののけ姫                                           | Дзико-Бо                | мультфильм; озвучка английской версии |
| 1997 | Поворот                                           | U Turn                                               | Даррелл                 |                                       |
| 1997 | Апостол                                           | The Apostle                                          | баламут                 |                                       |
| 1998 | Гори, Голливуд, гори                              | An Alan Smithee Film Burn Hollywood Burn             | в роли самого себя      |                                       |
| 1998 | Основные цвета                                    | Primary Colors                                       | Ричард Джеммонс         |                                       |
| 1998 | Доморощенный                                      | Homegrown                                            | Джек Марсден            |                                       |
| 1998 | Армагеддон                                        | Armageddon                                           | Дэн Трумен              |                                       |
| 1998 | Простой план                                      | Simple Plan                                          | Джейкоб Митчелл         |                                       |
| 1999 | Управляя полётами                                 | Pushing Tin                                          | Расселл Белл            |                                       |
| 2000 | К югу от рая, к западу от ада                     | South of Heaven, West of Hell                        | бригадир Смоллс         |                                       |
| 2000 | Последние настоящие ковбои                        | The Last Real Cowboys                                | Тар                     | короткометражный фильм                |
| 2001 | Человек, которого не было                         | Man Who Wasn’t There                                 | Эд Крейн                |                                       |
| 2001 | Папаша и другие                                   | Daddy and Them                                       | Клод Монтгомери         |                                       |
| 2001 | Бандиты                                           | Bandits                                              | Терри Ли Коллинз        |                                       |
| 2001 | Бал монстров                                      | Monster’s Ball                                       | Хэнк Гротовски          |                                       |
| 2002 | Метка                                             | The Badge                                            | шериф Дарл Хардвик      |                                       |
| 2002 | Проснувшись в Рино                                | Waking Up in Reno                                    | Лонни Эрл Додд          |                                       |
| 2003 | Раскаяние                                         | Levity                                               | Мануэль Джордан         |                                       |
| 2003 | Невыносимая жестокость                            | Intolerable Cruelty                                  | Ховард Дойл             |                                       |
| 2003 | Реальная любовь                                   | Love Actually                                        | президент США           |                                       |
| 2003 | Плохой Санта                                      | Bad Santa                                            | Уилли                   |                                       |
| 2004 | Кристалл                                          | Chrystal                                             | Джо                     |                                       |
| 2004 | Форт Аламо                                        | The Alamo                                            | Дэвид Крокетт           |                                       |
| 2004 | В лучах славы                                     | Friday Night Lights                                  | тренер Гэри Гейнс       |                                       |
| 2005 | Несносные медведи                                 | Bad News Bears                                       | Моррис Баттермейкер     |                                       |
| 2005 | Ледяной урожай                                    | Ice Harvest                                          | Вик Кавано              |                                       |
| 2006 | Школа негодяев                                    | School for Scoundrels                                | доктор Пи               |                                       |
| 2006 | —                                                 | NFL: Favre 4 Ever                                    | рассказчик              | сразу на видео                        |
| 2006 | Астронавт Фармер                                  | The Astronaut Farmer                                 | Чарльз Фармер           |                                       |
| 2007 | Мистер Вудкок                                     | Mr. Woodcock                                         | Джаспер Вудкок          |                                       |
| 2008 | На крючке                                         | Eagle Eye                                            | агент Томас Морган      |                                       |
| 2008 | Информаторы                                       | Informers                                            | Уильям Слоан            |                                       |
| 2009 | Запах успеха                                      | The Smell of Success                                 | Патрик                  |                                       |
| 2010 | Быстрее пули                                      | Faster                                               | Коп                     |                                       |
| 2011 | Кот в сапогах                                     | Puss in Boots                                        | Джек                    | мультфильм; озвучка                   |
| 2012 | Машина Джейн Мэнсфилд                             | Jayne Mansfield’s Car                                | Скип Колдуэлл           |                                       |
| 2012 | Бэйтаун вне закона                                | The Baytown Outlaws                                  | Карлос                  |                                       |
| 2013 | Парклэнд                                          | Parkland                                             | Форрест Сорелс          |                                       |
| 2014 | На краю                                           | Cut Bank                                             | Большой Стен Стили      |                                       |
| 2014 | Судья                                             | The Judge                                            | Дуайт Дикхэм            |                                       |
| 2015 | Гризли                                            | Into the Grizzly Maze                                | Дугласс                 |                                       |
| 2015 | Антураж                                           | Entourage                                            | Ларсен Маккредл         |                                       |
| 2015 | Наш бренд — кризис                                | Our Brand Is Crisis                                  | Пэт Кенди               |                                       |
| 2016 | Репортёрша                                        | Whiskey Tango Foxtrot                                | генерал Холланек        |                                       |
| 2016 | Плохой Санта 2                                    | Bad Santa 2                                          | Уилли                   |                                       |
| 2018 | Миллион мелких осколков                           | A Million Little Pieces                              | Леонард                 |                                       |
| 2018 | Лондонские поля                                   | London Fields                                        | Самсон Янг              |                                       |
| 2022 | Серый человек                                     | The Gray Man                                         | Дональд Фицрой          |                                       |

#### Телевидение
| Год       | Название на русском                    | Оригинальное название                       | Роль                         | Примечания                                               |
| --------- | -------------------------------------- | ------------------------------------------- | ---------------------------- | -------------------------------------------------------- |
| 1987      | Мэтлок                                 | Matlock                                     | работник ломбарда            | эпизод: The Photographer                                 |
| 1987      | Человек, который разорвал тысячу цепей | The Man Who Broke 1,000 Chains              | кондуктор                    | телефильм                                                |
| 1988      | Цирк                                   | Circus                                      | Билли Боб                    | телефильм                                                |
| 1990      | Изгои                                  | The Outsiders                               | Бак Меррилл                  | телесериал; 10 эпизодов                                  |
| 1990—1991 | Вечерняя тень                          | Evening Shade                               | Элвин / флорист              | телесериал; 2 эпизода                                    |
| 1992      | Тихая пристань                         | Knots Landing                               | Тимберман                    | эпизод: Letting Go                                       |
| 1992—1995 | Пылая страстью                         | Hearts Afire                                | Билли Боб Дейвис             | телесериал; основная роль                                |
| 1995      | Там                                    | Out There                                   | рецидивист                   | телефильм                                                |
| 1996      | Не оглядывайся                         | Don’t Look Back                             | Маршалл                      | телефильм                                                |
| 1997      | Эллен                                  | Ellen                                       | бакалейщик                   | эпизод: The Puppy Episode                                |
| 1998      | Царь горы                              | King of the Hill                            | Бойс Хьюберт                 | мультсериал; эпизод: The Puppy Episode; озвучка          |
| 2000—2005 | Котопёс                                | CatDog                                      | отец Котопса / гончая Макдог | мультсериал; 2 эпизода; озвучка                          |
| 2001      | Котопёс: Великая тайна происхождения   | CatDog: The Great Parent Mystery            | отец Котопса / гончая Макдог | телевизионный мультфильм; озвучка                        |
| 2014      | Робоцып                                | Robot Chicken                               | дедушка Шролп                | мультсериал; эпизод: Bitch Pudding Special; озвучка      |
| 2014      | Теория Большого взрыва                 | The Big Bang Theory                         | доктор Оливер Лорвис         | эпизод: The Misinterpretation Agitation                  |
| 2014—2017 | Фарго                                  | Fargo                                       | Лорн Малво / голос за кадром | телесериал; 11 эпизодов                                  |
| 2015      | —                                      | Trailer Park Boys: Drunk, High & Unemployed | в роли самого себя           | телефильм                                                |
| 2016      | Американский папаша!                   | American Dad!                               | в роли самого себя           | мультсериал; эпизод: N.S.A. (No Snoops Allowed); озвучка |
| 2016—2019 | Голиаф                                 | Goliath                                     | Билли Макбрайд               | телесериал; основная роль                                |
| 2021—2022 | 1883                                   | 1883                                        | Маршал Джим Кортрайт         |                                                          |
| 2024      | Землевладелец                          | Landman                                     | Томми Норрис                 | телесериал; основная роль                                |

### Режиссёр, сценарист, продюсер
| Год  | Название                                       | Оригинальное название            | Режиссёр | Сценарист | Продюсер | Примечания             |
| ---- | ---------------------------------------------- | -------------------------------- | -------- | --------- | -------- | ---------------------- |
| 1992 | Один неверный ход                              | One False Move                   |          | Да        |          |                        |
| 1994 | Некоторые люди называет это отточенным лезвием | Some Folks Call It a Sling Blade |          | Да        |          | короткометражный фильм |
| 1996 | Семейное дело                                  | A Family Thing                   |          | Да        |          |                        |
| 1996 | Отточенное лезвие                              | Sling Blade                      | Да       | Да        |          |                        |
| 1996 | Не оглядывайся                                 | Don’t Look Back                  |          | Да        |          | телефильм              |
| 2000 | Последние настоящие ковбои                     | The Last Real Cowboys            |          | Да        |          | короткометражный фильм |
| 2000 | Дар                                            | The Gift                         |          | Да        |          |                        |
| 2000 | Неукротимые сердца                             | All the Pretty Horses            | Да       |           | Да       |                        |
| 2001 | Камуфляж                                       | Camouflage                       |          | Да        |          |                        |
| 2001 | Папаша и другие                                | Daddy and Them                   | Да       | Да        |          |                        |
| 2011 | Король удачи                                   | The King of Luck                 | Да       |           |          | документальный фильм   |
| 2012 | Машина Джейн Мэнсфилд                          | Jayne Mansfield’s Car            | Да       | Да        |          |                        |

## Награды и номинации
| Премия                              | Год  | Фильм/Сериал                | Категория                                           | Результат |
| ----------------------------------- | ---- | --------------------------- | --------------------------------------------------- | --------- |
| «Оскар»                             | 1997 | «Отточенное лезвие»         | Лучшая мужская роль                                 | Номинация |
| «Оскар»                             | 1997 | «Отточенное лезвие»         | Лучший адаптированный сценарий                      | Победа    |
| «Оскар»                             | 1999 | «Простой план»              | Лучшая мужская роль второго плана                   | Номинация |
| «Золотой глобус»                    | 1999 | «Простой план»              | Лучшая мужская роль второго плана                   | Номинация |
| «Золотой глобус»                    | 2002 | «Человек, которого не было» | Лучшая мужская роль — драма                         | Номинация |
| «Золотой глобус»                    | 2002 | «Бандиты»                   | Лучшая мужская роль — комедия или мюзикл            | Номинация |
| «Золотой глобус»                    | 2004 | «Плохой Санта»              | Лучшая мужская роль — комедия или мюзикл            | Номинация |
| «Золотой глобус»                    | 2015 | «Фарго»                     | Лучшая мужская роль — мини-сериал или телефильм     | Победа    |
| «Золотой глобус»                    | 2017 | «Голиаф»                    | Лучшая мужская роль в телевизионном сериале — драма | Победа    |
| «Золотой глобус»                    | 2025 | «Землевладелец»             | Лучшая мужская роль в телевизионном сериале — драма | Номинация |
| «Эмми»                              | 2014 | «Фарго»                     | Лучшая мужская роль в мини-сериале или телефильме   | Номинация |
| «Выбор критиков»                    | 1999 | «Простой план»              | Лучшая мужская роль второго плана                   | Победа    |
| «Выбор критиков»                    | 2014 | «Фарго»                     | Лучшая мужская роль в мини-сериале или телефильме   | Победа    |
| «Независимый дух»                   | 1993 | «Один неверный ход»         | Лучший сценарий                                     | Номинация |
| «Независимый дух»                   | 1997 | «Отточенное лезвие»         | Лучший дебютный фильм                               | Победа    |
| «Сатурн»                            | 1997 |                             | Президентская награда                               | Победа    |
| «Сатурн»                            | 1999 | «Простой план»              | Лучшая мужская роль второго плана                   | Номинация |
| «Сатурн»                            | 2001 | «Дар»                       | Лучший сценарий                                     | Номинация |
| «Сатурн»                            | 2002 | «Человек, которого не было» | Лучшая мужская роль                                 | Номинация |
| «Спутник»                           | 1997 | «Отточенное лезвие»         | Лучшая мужская роль — драма                         | Номинация |
| «Спутник»                           | 1997 | «Отточенное лезвие»         | Лучший оригинальный сценарий                        | Номинация |
| «Спутник»                           | 1999 | «Простой план»              | Лучшая мужская роль второго плана — драма           | Номинация |
| «Спутник»                           | 2002 | «Бал монстров»              | Лучшая мужская роль — драма                         | Номинация |
| «Спутник»                           | 2004 | «Плохой Санта»              | Лучшая мужская роль — комедия или мюзикл            | Номинация |
| «Спутник»                           | 2015 | «Фарго»                     | Лучшая мужская роль в телевизионном сериале — драма | Номинация |
| «Спутник»                           | 2017 | «Голиаф»                    | Лучшая мужская роль в телевизионном сериале — драма | Номинация |
| «Спутник»                           | 2019 | «Голиаф»                    | Лучшая мужская роль в телевизионном сериале — драма | Номинация |
| «Спутник»                           | 2019 | «Голиаф»                    | Лучшая мужская роль в телевизионном сериале — драма | Номинация |
| Берлинский кинофестиваль            | 2012 | «Машина Джейн Мэнсфилд»     | Золотой медведь                                     | Номинация |
| Национальный совет кинокритиков США | 1996 | «Отточенное лезвие»         | Особое упоминание                                   | Победа    |
| Национальный совет кинокритиков США | 2001 | «Бал монстров»              | Лучшая мужская роль                                 | Победа    |
| Национальный совет кинокритиков США | 2001 | «Бандиты»                   | Лучшая мужская роль                                 | Победа    |
| Национальный совет кинокритиков США | 2001 | «Человек, которого не было» | Лучшая мужская роль                                 | Победа    |
| Премия Гильдии киноактёров США      | 1997 | «Отточенное лезвие»         | Лучшая мужская роль                                 | Номинация |
| Премия Гильдии киноактёров США      | 1997 | «Отточенное лезвие»         | Лучший актёрский состав                             | Номинация |
| Премия Гильдии киноактёров США      | 1999 | «Простой план»              | Лучшая мужская роль второго плана                   | Номинация |
| Премия Гильдии киноактёров США      | 2015 | «Фарго»                     | Лучшая мужская роль в мини-сериале или телефильме   | Номинация |
| Премия Гильдии сценаристов США      | 1997 | «Отточенное лезвие»         | Лучший адаптированный сценарий                      | Победа    |